# Universidade Técnica de Istambul
A Universidade Técnica de Istambul (em turco:  İstanbul Teknik Üniversitesi, sigla:ITU)  é uma universidade técnica internacional, localizada em Istambul, na Turquia. Foi fundada no ano de 1773.

## História

### Império Otomano
Considerada como a primeira instituição de educação superior do mundo especificamente dedicada a educação na área de engenharia, a Universidade Técnica de Istambul tem uma historia extensa e notável, que se iniciou em 1773. A ITU foi fundada pelo sultão Mustafá III como a Escola de Engenheiros Navais (Mühendishane-i Bahr-i Humayun), e foi originalmente dedicada ao treinamento de cartógrafos e construtores de navios. Em 1795 ampliou-se o alcance da escola para treinar as pessoas na área militar técnico para a modernização da Armada Otomana.
Em 1845 a função de engenharia da escola foi ampliada ao agregar o programa para formação de arquitetos. O alcance e nome da escola foi estendida e alterada outra vez em 1883 e em 1909 a escola se converteu em escola pública de engenharia, a qual foi dirigida a formar engenheiros civis, que contribuíram para dotar o país em rápido crescimento de infraestruturas. Em 1928 a instituição havia ganho reconhecimento formal como uma universidade de engenharia que oferecia educação em Engenharia e Arquitetura.

### Turquia Moderna

Campus de Maçka.

Em 1944 o nome da instituição foi alterado para Universidade Técnica de Istambul. Em 1946 já tinha as seguintes faculdades: Arquitetura, Engenharia Civil, Mecânica e Elétrica.
Com 232 anos de história, um moderno ambiente de ensino, e um robusto corpo docente, a ITU é a personificação da educação em Engenharia e Arquitetura na Turquia. Da mesma forma que liderou o movimento de modernização do Império Otomano, a ITU tem mantido sua posição de liderança do desenvolvimento e inovação no âmbito da construção, industrialização, tecnologia na república turca moderna. Engenheiros e arquitetos instruídos na Universidade Técnica de Istambul tiveram um papel importante na construção de rodovias , pontes, barragens, fábricas, edifícios, centrais elétricas e redes de comunicações da Turquia e no desenvolvimento de suas vilas e cidades. A universidade tem conseguido manter-se a par dos desenvolvimentos ocorridos em todo o mundo. Oferece aos seus alunos um ambiente educativo que está enraizado na tradição, ao mesmo tempo que a educação é moderna. Ao promover fortes relações internacionais, a universidade oferece a seus estudantes a oportunidade de reciber uma educação completa sem estar limitada às fronteiras nacionais.

## Faculdades e Departamentos
A estrutura de cada "Faculdade" na ITU é comparável às "universidades" nas instituições dos Estados Unidos, onde cada faculdade é composta por dois ou mais "departamentos". Por exemplo, a Faculdade de Engenharia Elétrica e Eletrônica consiste em departamentos de engenharia elétrica, engenharia informática, engenharia de controle, engenharia eletrônica e engenharia de telecomunicações.
As faculdades e seus respectivos programas de licenciaturas:
- Faculdade de Aeronáutica e Astronáutica
  - Engenharia Aeronáutica
  - Engenharia Astronáutica
  - Engenharia Meteorológica
- Faculdade de Engenharia Civil
  - Engenharia Civil
  - Engenharia de Geodésia e Fotogrametria
  - Engenharia Ambiental
- Faculdade de Arquitetura
  - Arquitetura
  - Planejamento urbanístico e regional
  - Desenho industrial
  - Arquitetura Interior
  - Arquitetura de Paisagens
- Faculdade de Engenharia Mecânica
  - Engenharia Mecânica
  - Engenharia de Produção
- Faculdade de Engenharia Elétrica e Electrônica
  - Engenharia de Computação
  - Engenharia Eléctrica
  - Engenharia de controle e automação
  - Engenharia Eletrônica
  - Engenharia de Telecomunicações
- Faculdade de Minas
  - Engenharia de Minas
  - Engenharia Geológica
  - Engenharia de Petróleo e Gás Natural
  - Engenharia Geofísica
- Faculdade de Engenharia Química e Metalúrgica
  - Engenharia Química
  - Engenharia Metalúrgica e Materiais
  - Bromatologia
- Faculdade de Engenharia Oceânica e Arquitetura Naval
  - Engenharia naval e oceânica
  - Engenharia Cartográfica
- Faculdade de Ciências e Letras
  - Engenharia Matemática
  - Engenharia Física
  - Química
  - Biologia Molecular e Genética
  - Ciências de Engenharia
  - Humanidades e Ciências Sociais
- Faculdade de Administração
  - Ciências da Administração e Engenharia
  - Engenharia Industrial
- Faculdade Marítima
  - Engenharia Marinha
  - Deck
- Faculdade de Tecnologia Têxtil e Design
  - Engenharia Têxtil
  - Design de moda
  - Desenvolvimento e Administração do Têxtil

Programas entre o ITU e State University of New York at New Paltz (SUNY]) para duplo diploma
- Economia:
- Administração de Negócios
- Engenharia em Sistemas de Informação Marítima

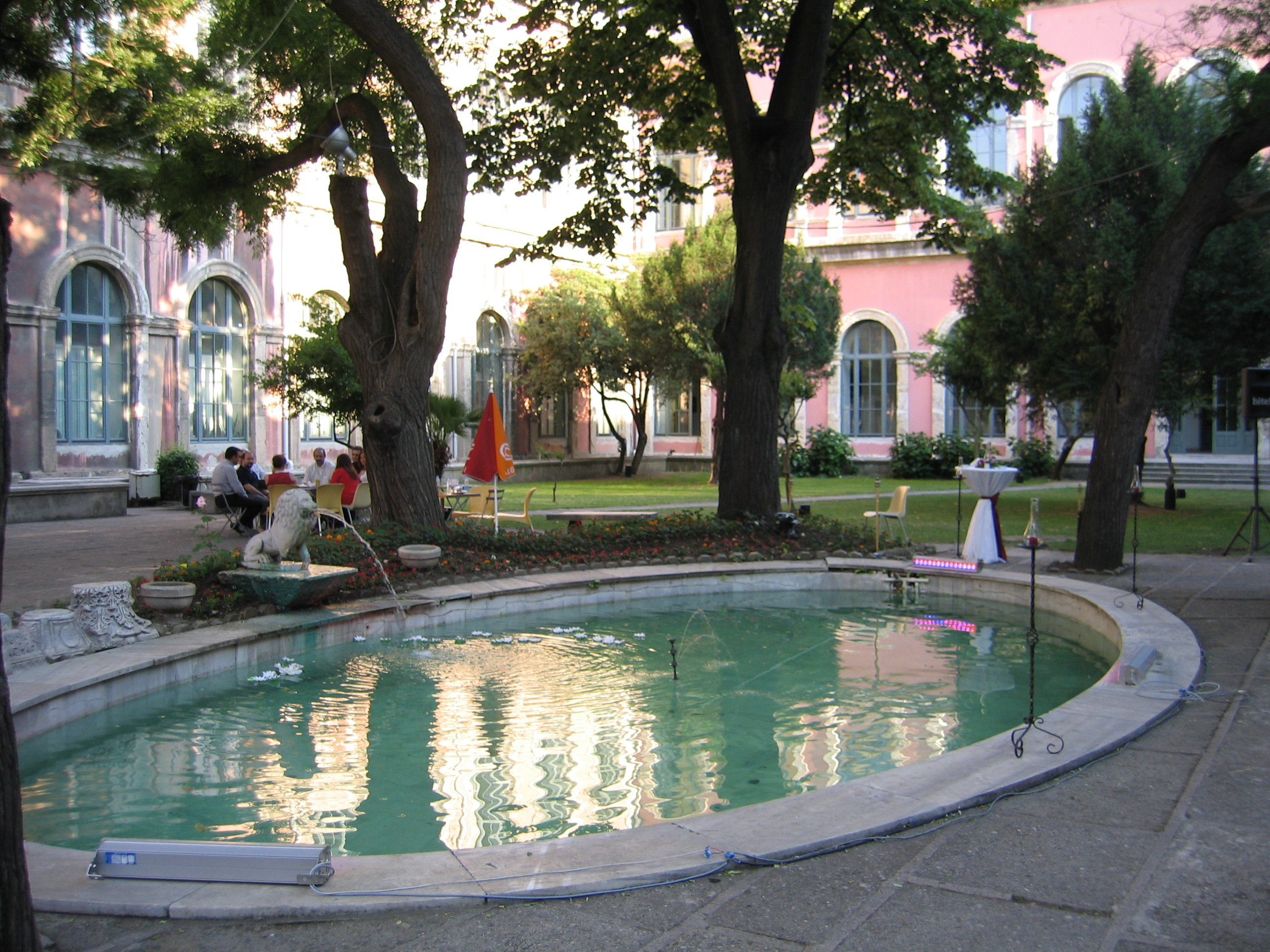
Campus de Taşkışla.

- Engenharia Ambiental
- Engenharia Civil
- Engenharia Marinha
- Design de moda
- Gestão e Desenvolvimento Têxtil

Há vários institutos na ITU:
- Instituto de Energia (antigo Instituto de Energia Nuclear)
- Instituto de Ciências e Tecnologia (que também é escola de pós-graduação)
- Instituto de Ciências Sociais (que também é escola de pós-graduação)
- Instituto de Informática
- Instituto de Ciências Geológicas da Eurásia

Finalmente, a ITU tem os seguintes departamentos / institutos educativos que não estão vinculados com nenhuma das outras faculdades, mas funcionam como departamentos independentes. Estes incluem:
- Escolas de Línguas Estrangeiras
- Escola de Belas Artes
- Escola de Educação Atlética
- Conservatório Estatal de Música Turca Clássica
- Instituto de Investigação de Ciências Musicais Avançadas

## Informação

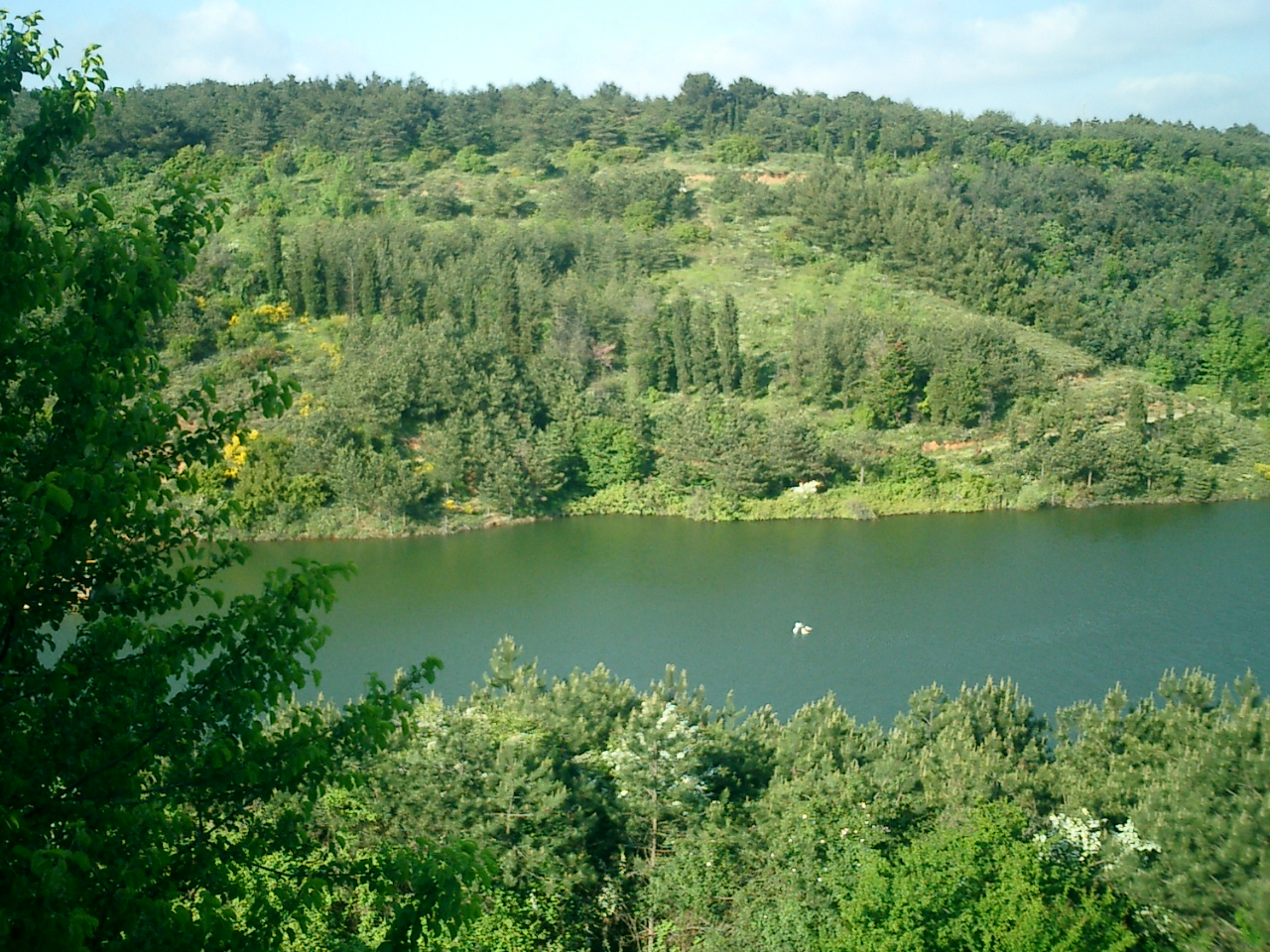
Lago ITU (Golet ITU) no campus de Ayazağa.

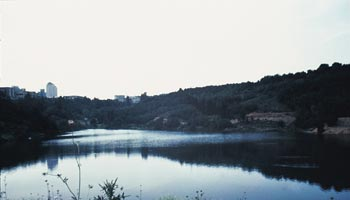
Lago ITU (Golet ITU) no campus de Ayazağa.

A ITU é uma universidade pública estatal. Tem cinco campus, que estão localizados nas zonas mais importantes de Istambul. O campus central de Ayazağa é um campus suburbano, que tem uma área total de 2,64 km². A maior parte das faculdades, zonas de residência dos estudantes e a biblioteca central da ITU estão situadas nesse campus.
Outro campus suburbano da ITU é o campus de Tuzla. É utilizado pelos estudantes da Faculdade Marítima e membros da faculdade. O campus está localizado no distrito de Tuzla, onde se encontram os estaleiros mais importantes de Istambul. Outro dos três campus urbanos da ITU é o campus de Taşkışla. Está instalado num edifício histórico que foi um quartel militar na era otomana.
Gümuşsuyu (Faculdade de Engenharia Mecânica) e Maçka (Faculdade de Administração) são campus que estão próximos da Praça Taksim, e são também importantes edifícios históricos de Istambul.
A ITU tem mais carreiras de engenharia (21 no 2005) acreditadas pela ABET (Agência Americana reconhecida para acreditar carreiras de ciências, tecnologias e engenharias) que qualquer outra institução na Turquia.
As aulas são em turco (70%) e inglês(30%).

### Biblioteca Mustafa İnan
A biblioteca da ITU tem aproximadamente 330 000 livros e 500 000 volumes de periódicos. A biblioteca da ITU tem acesso a outras bibliotecas internacionais e a bases de dados em linha.

### Reator Nuclear Triga Mark-2
O reator nuclear TRIGA Mark-2 da ITU é o único reator nuclear de Turquia. Está localizado no Instituto de Energia.

### Arı Technopolis
ARI Teknokent (Technopolis), que localizado no Campus Ayazağa é um centro de pesquisa e desenvolvimento tecnológico vocacionado para servir empresas.

## Professores e graduados notavéis
Professores

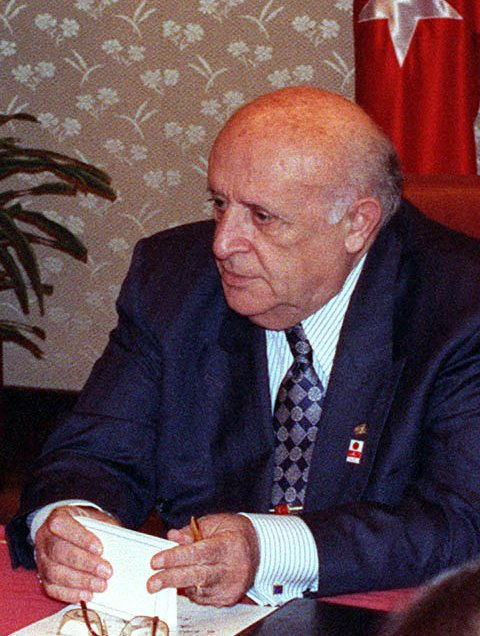
Süleyman Demirel.

- Ratip Berker (1909-1997) — engenheiro e matemático
- Cahit Arf (1910-1997) — matemático
- Mustafa İnan (1911-1967) — engenheiro civil e especialista em Mecânica
- Nihat Berker (1949) — físico teórico
- Aykut Barka (1951-2002) — geocientista
- Ali Mehmet Celâl Şengör (1955) — geólogo

Graduados
- Süleyman Demirel (1924) — ex-primeiro-ministro e ex-presidente da república
- Necmettin Erbakan (1926) — engenheiro e académico, ex-primeiro-ministro
- Turgut Özal (1927-1993) — ex-primeiro-ministro e ex-presidente da república

## Esportes na ITU

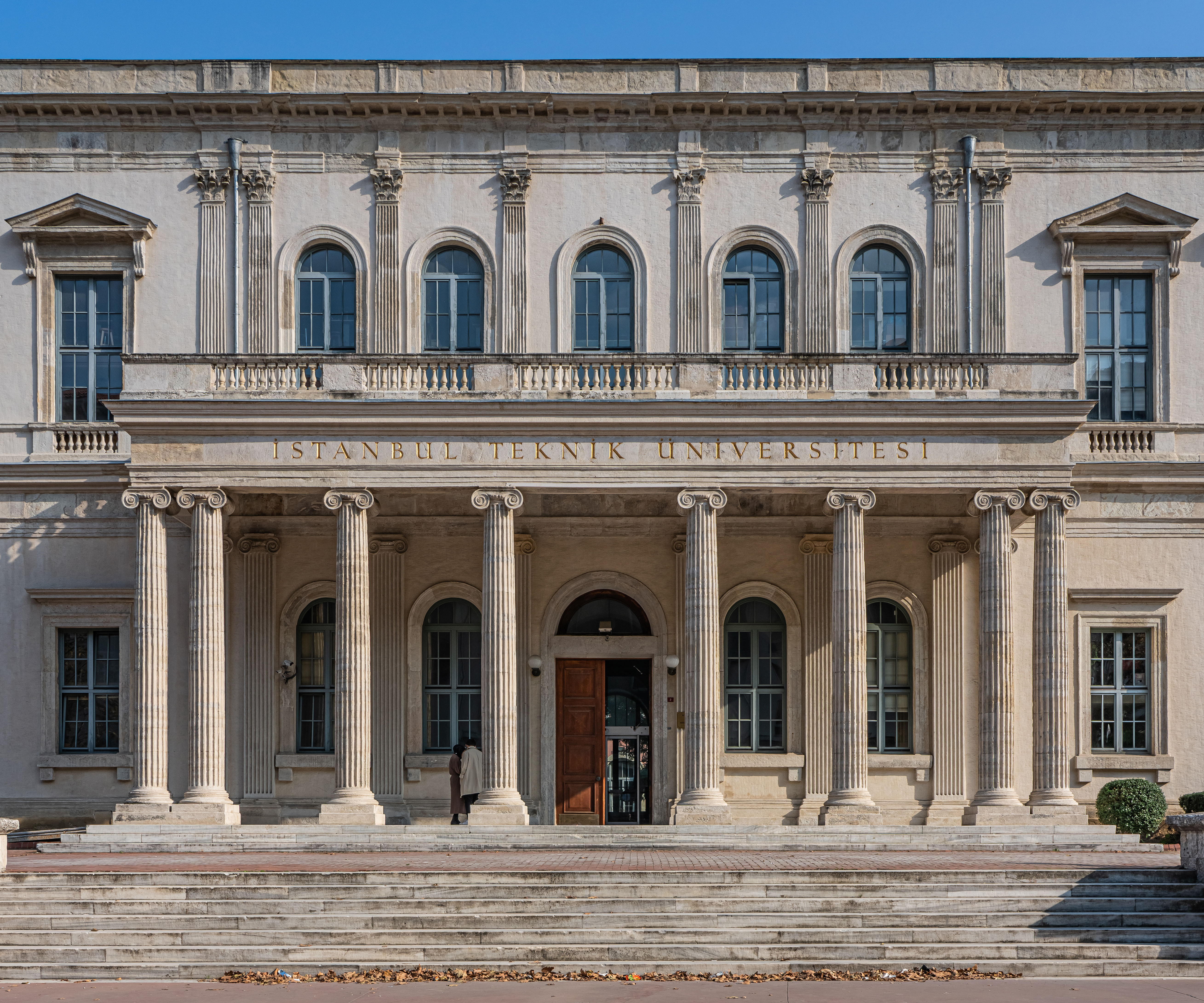
Taşkışla Campus

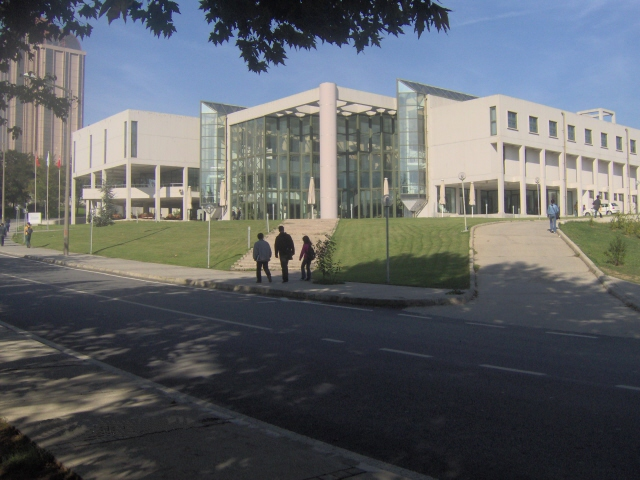
Centro Cultural Suleyman Demirel da ITU (İTÜ Süleyman Demirel Kültür Merkezi).

A situação dos campus suburbanos, como o de Ayazağa, tem a vantagem de neles ser mais fácil construir instalações esportivas. O Ginásio Ayazağa é o centro dos deportes na ITU. Nele se encontra um estádio com 3 500 lugares  para encontros de basquetebol e voleibol. Também conta com um centro de preparação física.
A modalidade esportiva mais importante na ITU é o basquetebol. A equipa da universidade ganhou cinco vezes o campeonato da primeira Liga de Basquetebol da Turquia (em turco: Türkiye 1. Basketbol Ligi).  O Ginásio de Ayazağa é a sede da equipe de basquete da ITU. Apesar de seus êxitos no basquete, a equipe de futebol da ITU joga na liga amadora. O estádio de futebol está igualmente localizado em Ayazağa, onde também existem quadras de tênis, uma piscina de natação coberta e outra ao ar livre.
Outras atividades esportivas/clubes na ITU são: badminton, esgrima, boxe, esportes de inverno, dança e ginástica, tênis, paintball, aikido, atletismo, montanhismo, bridge, esqui, pára-quedismo, futebol americano, corfebol, andebol, iaido, capoeira, luta e tiro com arco .